# Cruz Verde, Papantla
Cruz Verde är en ort i Mexiko.   Den ligger i kommunen Papantla och delstaten Veracruz, i den sydöstra delen av landet, 230 km nordost om huvudstaden Mexico City. Cruz Verde ligger 56 meter över havet och antalet invånare är 193.
Terrängen runt Cruz Verde är huvudsakligen platt. Cruz Verde ligger nere i en dal. Runt Cruz Verde är det ganska tätbefolkat, med 179 invånare per kvadratkilometer. Närmaste större samhälle är Poza Rica de Hidalgo, 19,4 km väster om Cruz Verde. Trakten runt Cruz Verde består till största delen av jordbruksmark.